# 定州市
定州市是中华人民共和国河北省直管的县级市，行政上隶属于保定市，毗鄰石家莊市，位於太行山东麓，华北平原西缘。市人民政府駐中山中路1号。

## 历史沿革

### 先秦时期
定州之地古属冀州。春秋晚期和战国初期属中山国，是鲜虞族的核心活动区域。中山国被魏国灭亡后又复国，后灭于赵国。

### 两汉魏晋
西汉置中山国，辖十四县：卢奴、北平、北新成、唐县、深泽、苦陉、安国、曲逆、望都、新市、新处、毋极、陆成、安险。其中的卢奴、安险、苦陉三县，均位于今定州市境内。
东汉中山国辖十三县：卢奴、北平、唐、汉昌、安国、蒲阴、望都、新市、毋极、陆成、安憙、上曲阳、广昌。
曹魏中山国辖十一县：卢奴、魏昌、安喜、蒲阴、望都、唐县、北平、广昌、毋极、安国、蠡吾。
西晋中山国辖八县：卢奴、魏昌、新市、安喜、蒲阴、望都、唐县、北平。
西汉至前秦，卢奴一直是中山国都。

### 南北朝时期
十六国的后燕定都于此，改名弗违。
北魏皇始二年（397年）攻陷后燕国都，于此置安州，复弗违为卢奴，设行台。天兴三年（400年），改安州为定州（这是定州这一名称第一次在历史上出现）。辖五郡：中山郡、常山郡、钜鹿郡、北平郡、博陵郡，其中中山郡为定州首郡。卢奴为中山郡治、定州州治。
北齐天保年间合并卢奴、安喜，新县名为安喜，治原卢奴城。

### 隋唐宋金
隋代开皇年间于中山国故地置博陵郡，辖十县：鲜虞（原安喜县）、北平、唐县、恒阳、隋昌、新乐、毋极、义丰、深泽、安平。
唐代称定州，天宝年间改为博陵郡，后复称定州，属河北道；复鲜虞县为安喜县；改隋昌县为唐昌县，天宝年间又改为陉邑。辖：安喜、北平、唐县、曲阳、陉邑、新乐、无极、义丰、深泽、望都十县。建中三年后为义武军节度使治所。
宋代为定州，博陵郡，定武军节度使，属河北西路，后置定州路巡抚使，辖定、保、深、祁、广信、安肃、顺安、永宁八军州，徽宗年间升为中山府。辖安喜、唐县、曲阳、北平、新乐、无极、望都七县（陉邑县并入无极）。金朝因之。
这一时期定州或中山府皆附郭安喜县。

### 元朝以来
元代中山府降为散府，属中书省真定路。辖三县：安喜、新乐、无极。
明代改中山府为定州，省安喜县入定州，属京师真定府。辖二县：曲阳、新乐。
清代仍为定州，为直隶省的直隶州。辖二县：曲阳、深泽。

### 近现代
北洋政府时期改定州为定县，属保定道。国民政府时期直辖于河北省。
中华民国时期为第九专区驻地，辖12个县：定县、新乐、安国、博野、蠡县、安平、饶阳、深泽、无极、阜平、行唐、曲阳。
30年代，教育家晏阳初在定县推行的各项平民教育活动都从农民的切身需求出发，着眼于小处：为减少通过饮用水传染的疾病，平教会指导农民修建井盖与围圈，适时消毒灭菌；训练公立师范学生与平民学校学生进行免疫接种；训练助产士代替旧式产婆，向旧式产婆普及医学常识；建立各区保健所，培训合格医生；从平民学校毕业生中培训各村诊所的护士与公共卫生护士；为村民引入优良棉花和蛋鸡品种；组织成立平民学校同学会，建立村民自治组织；改组县乡议会，改造县乡政府。
中华人民共和国建国后设定县专区，专署驻定县。辖12个县：定县、新乐、安国、博野、蠡县、安平、饶阳、深泽、无极、阜平、行唐、曲阳。
1952年原属沧县专区的肃宁县划入定县专区。辖13县。
1954年撤销定县专区，将定县、安国、博野、蠡县、曲阳、阜平等6县划归保定专区；肃宁县划归沧县专区；饶阳、安平、深泽、无极、新乐、行唐等6县划归石家庄专区。
1986年撤县改为定州市，属河北省，由保定市代管。
2013年6月1日起，財政上为河北省省直管市；但行政上仍屬保定市，如定州市人民法院的上诉法院是保定市中级人民法院。

## 地理
河北省中部偏西，平均海拔43.6米，年均日照2611.9小时，年均气温为12.4℃，年际间气温差异不大。年均地面温度为19.6℃；年均降水量为503.2毫米。全年多起东北风。

## 行政区划
下辖4个街道办事处、16个镇、4个乡、1个民族乡。
南城区街道、北城区街道、西城区街道、长安路街道、留早镇、清风店镇、庞村镇、砖路镇、明月店镇、叮咛店镇、东亭镇、大辛庄镇、东旺镇、高蓬镇、邢邑镇、李亲顾镇、子位镇、开元镇、周村镇、息冢镇、东留春乡、号头庄回族乡、杨家庄乡、大鹿庄乡和西城乡。
定州著名的村镇有清风店、明月店等。

### 清风店
清风店位于定州城北12千米处，是京广铁路沿线的一个交通便利的小城镇。清风店古为驿站，旁有清风客店，故名。清风店站为1901年修建的京汉铁路定州段内为三的火车站之一，现已废弃。
清风店商业繁华，当地有谚语：“破州烂县不如清风店”。在如今的城市化中，清风店已风光不再。
第二次国共内战中，清风店是著名的清风店战役的战场。
清风店的驴肉、烧鸡在当地很有名气。

## 人口
截至2020年11月1日零时，定州市常住人口为1095986人，定州市常住人口与2010年第六次全国人口普查的1165182人相比，减少69196人，增速为-5.94%，年平均增长率为-0.61%。定州市共有家庭户360476户，家庭户人口为1056545人，集体户8195户，集体户人口为39441人。平均每个家庭户的人口为2.93人，比2010年第六次全国人口普查少0.83人。定州市常住人口中，居住在城镇的人口为577440人，占52.69%；居住在乡村的人口为518546人，占47.31%。与2010年第六次全国人口普查相比，城镇人口增加102279人，乡村人口减少171475人，城镇人口比重提高11.96个百分点。

## 交通
- 铁路：京广铁路定州站、京广高铁定州东站、神黄铁路定州东站
- 公路： 京港澳高速、 107国道、 515国道、 234省道、 382省道

## 经济
全市耕地面积126万亩，亦是中国确定的小麦、棉花、花生、草莓、蔬菜、瘦肉型猪、速生丰产林七大商品基地。年产粮食73.3万吨。全市工业形成了机械、医药、纺织、建材、食品、化工六大支柱产业。乡镇企业形成了铸造轧钢、钢网编织、体育用品、纺织加工等行业。

## 定窑

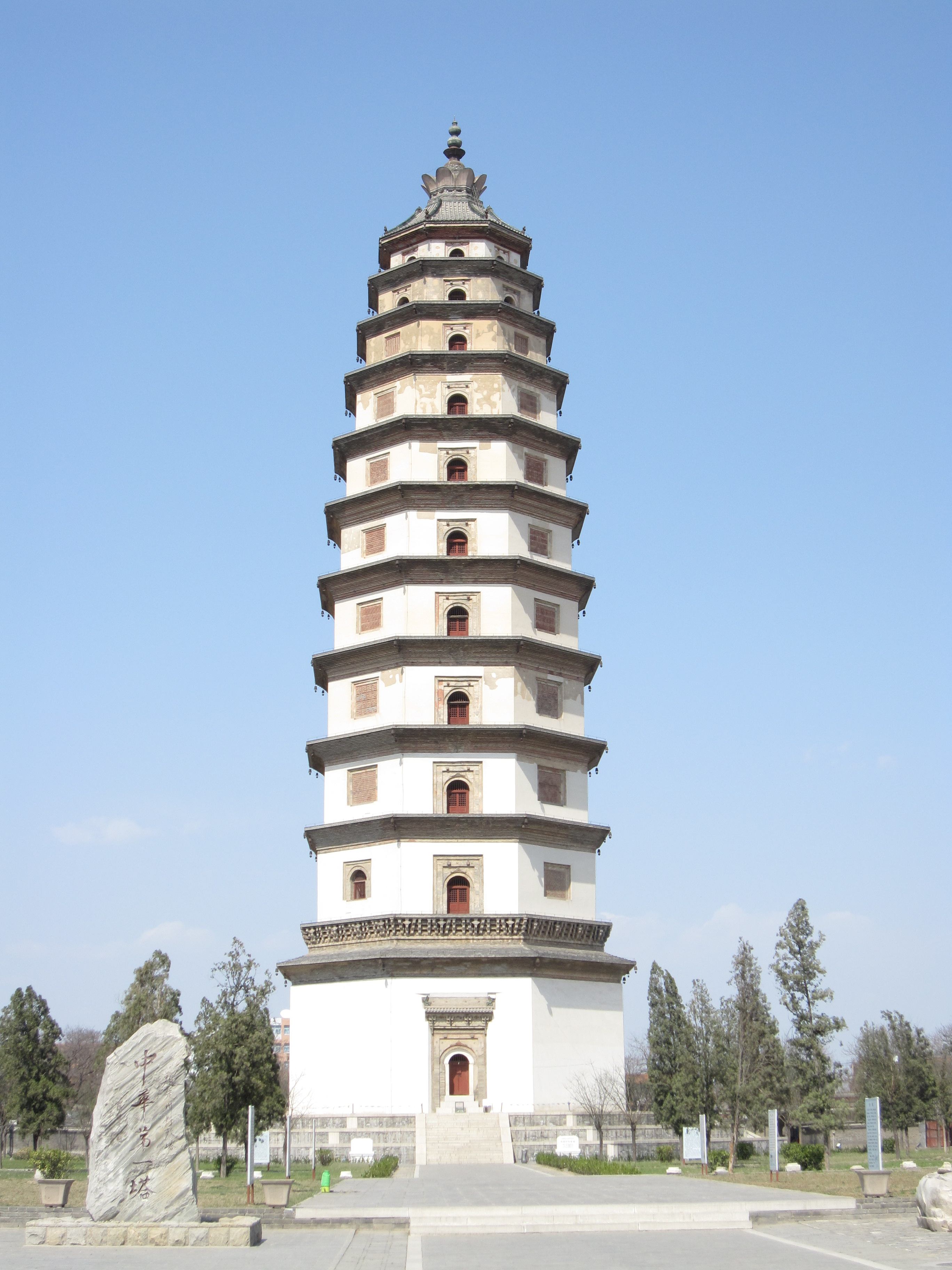
开元寺塔

宋代的五大名窑之一。因窑址所在地曲阳县当时于定州治下而得名。由唐代始建，极盛于北宋与金，明朝因瓷土用尽而废弃。以白瓷而著称。

## 文化教育
定州市文化教育事业十分发达。作为一个仅有110万人口的县级城市，定州每年均向国内省内优秀大专院校输送大批合格人才。市内有定州师范和定州中学，定州市第二中学，李亲顾中学，南支合中学，实验中学等高中。除了公立学校，私立教育事业也蓬勃发展，有开元中学，新华中学，启明中学等私立高中。

## 名胜古迹

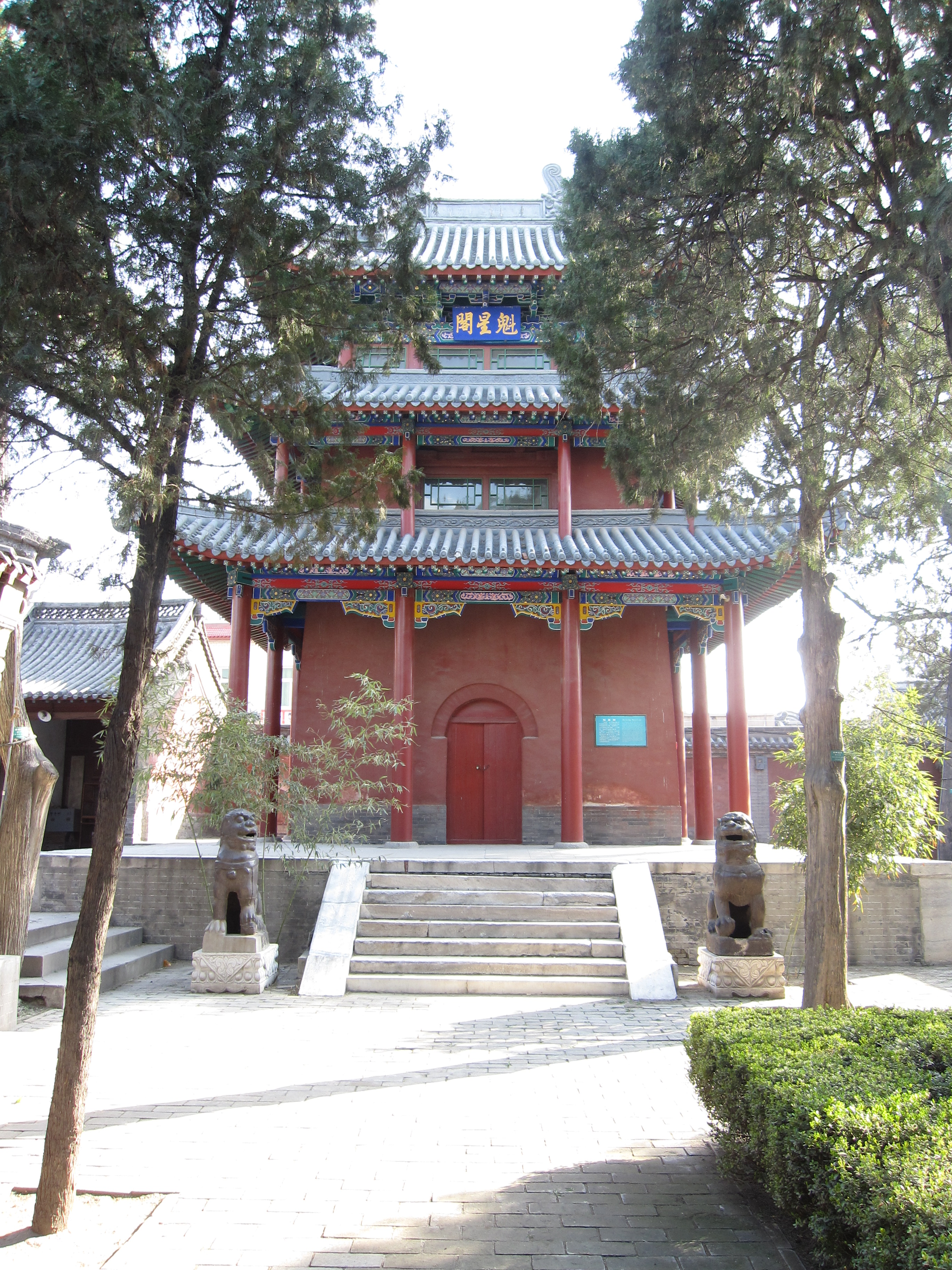
定州文庙

- 开元寺塔
- 中山汉墓
- 定州文庙
- 定州贡院
- 雪浪斋
- 东坡双槐

## 重要事件
- 北疃惨案
- 清风店战役